# Sociedad Argentina de Escritores
La Sociedad Argentina de Escritores (SADE) es la asociación civil que nuclea a escritores  de la Argentina, constituyendo una institución gremial y cultural con sede central en la Ciudad de Buenos Aires y más de 50 seccionales distribuidas en todo el país.
Fue fundada en 1928 por Leopoldo Lugones (su primer presidente y en cuyo honor se conmemora anualmente el día del escritor en Argentina), Horacio Quiroga, Jorge Luis Borges, Baldomero Fernández Moreno y Ricardo Rojas, entre otros escritores. Además de ellos integraron su primera Comisión Directiva Samuel Glusberg, Manuel Gálvez, Rafael Alberto Arrieta, Enrique Banchs, Leónidas Barletta, Arturo Capdevila, Nicolás Coronado, Roberto Gache, Alberto Gerchunoff,[cita requerida] Arturo Giménez Pastor, Roberto F. Giusti, Víctor Juan Guillot, Enrique Larreta, Roberto Ledesma, Carlos Alberto Leumann, Ezequiel Martínez Estrada, Álvaro Melián Lafinur, Félix Lima y Pedro Miguel Obligado.[cita requerida]
Su biblioteca fue fundada por Miguel Alfredo Olivera.
Cuenta con sedes en todo el país, tales como las de Córdoba, Catamarca, entre otras.